# Mateusz Chowaniec
Mateusz Chowaniec (ur. 3 października 2003 w Katowicach) – polski pływak, dwukrotny wicemistrz Europy.

## Życiorys
Jest wychowankiem Wodnika Siemianowice Śląskie, od 2023 startuje w barwach AZS-AWF Katowice.
W 2019 zdobył złoty medal na 50 metrów stylem dowolnym podczas letniego olimpijskiego festiwalu młodzieży. W 2021 został wicemistrzem Europy juniorów na dystansie 200 metrów stylem dowolnym Był kandydatem do startu na igrzyskach olimpijskich w Tokio (2021), ale został nieprawidłowo zgłoszony i nie został dopuszczony do zawodów. W 2023 zdobył podczas letniej uniwersjady złoty medal w sztafecie 4 x 100 metrów stylem dowolnym i brązowy medal na 100 metrów stylem dowolnym.
Jest rekordzistą Polski seniorów w sztafecie mieszanej 4 x 200 metrów (7.41,29 - 16.08.2022 podczas mistrzostw Europy w Rzymie).
Na mistrzostwach Polski seniorów zdobył w 2022 brązowy medal na 100 metrów stylem motylkowym, w 2023 złoty medal w sztafecie 4 x 100 metrów i srebrny medal na 100 metrów stylem dowolnym.